# デレッセ・メコネン
デレッセ・メコネン（Deresse Mekonnen、1987年10月20日 - ）はエチオピアの陸上競技選手、専門は1500mを主とする中距離走。アディスアベバの北東に100km離れたシェノ（sheno）出身。
最初の国際大会の経験は2007年世界陸上競技選手権大阪大会1500mの予選11着となった時であった。2008年バレンシアで開催された世界室内陸上競技選手権1500mに出場し1着となったが、勝利後にレーン違反があったとして失格と判定された。しかしエチオピア陸連が抗議を行なったところ失格は取り消され、メコネンは優勝となり金メダルを獲得した。

## 主な戦績
| 年度 | 大会名                 | 開催地                  | 種目  | 記録      | 順位       |
| ---- | ---------------------- | ----------------------- | ----- | --------- | ---------- |
| 2008 | 世界室内陸上競技選手権 | バレンシア（ スペイン） | 1500m | 3分38秒23 | 優勝       |
| 2008 | 北京オリンピック       | 北京（ 中華人民共和国） | 1500m | 3分37秒85 | 準決勝敗退 |
| 2009 | 世界陸上競技選手権     | ベルリン（ ドイツ）     | 1500m | 3分36秒01 | 2位        |
| 2010 | 世界室内陸上競技選手権 | ドーハ（ カタール）     | 1500m | 3分41秒86 | 優勝       |

## 記録
- 屋外
  - 1500m - 3分32秒18（2009年）
  - 1マイル - 3分48秒95（2009年）
  - 3000m - 7分32秒93（2009年）
  - 5000m - 13分07秒75（2009年）
- 室内
  - 1500m - 3分33秒10（2010年）
  - 1マイル - 3分54秒11（2009年）

## 参考資料・外部リンク
- デレッセ・メコネン - ワールドアスレティックスのプロフィール（英語）
- デレッセ・メコネン - Olympedia（英語）